# 베를린 헤어슈트라세역
베를린 헤어슈트라세역(Bahnhof Berlin Heerstraße)은 베를린 샤를로텐부르크빌머스도르프구 베스트엔트에 위치한 베를린 S반의 철도역이다. 개통 당시에는 그루네발트숲의 끄트머리에 위치해 있었다. 역 대합실 건물은 헤어슈트라세의 남쪽으로 설치되어 있다.

## 역사

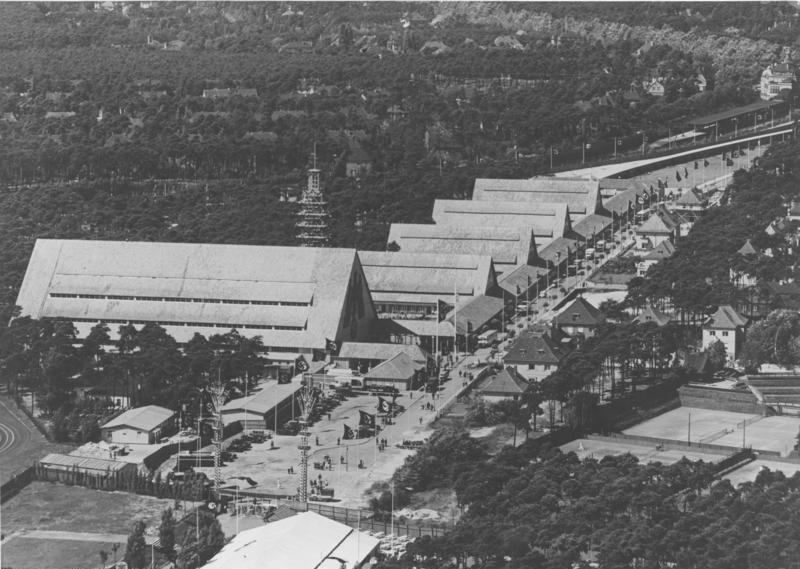
KdF슈타트, 오른쪽 뒤편으로 헤어슈트라세역이 위치해 있다

역의 이름을 따 온 헤어슈트라세는 열병식 도로로 개발되었으며 베를린의 동서간 간선도로로 지정되었다. 1903년 당시 라이히스칸츨러플라츠(Reichskanzlerplatz, 현재의 테오도어 호이스 광장)에서 시작하여 달고되버리츠 방면 군사 훈련장의 연결 도로로 건설되었다. 1936년 하계 올림픽 당시에는 엘스탈에 있었던 올림픽 선수촌과 올림피아슈타디온 베를린을 잇는 기능을 담당하였다.
역 부지 인근에 계획된 저밀도 택지지구를 위해서 샤를로텐부르크-슈판다우 근교선 건설 당시에 1908년부터 1909년까지 역 공사가 진행되었다. 역의 입지 조건이 건설 당시에는 시 외곽이었고, 베를린 시내로 연결되는 넓은 도로가 있었기 때문에 국빈 방문에도 사용되었다. 1925년 5월 11일에 바이마르 공화국의 대통령으로 선출된 파울 폰 힌덴부르크는 하노버에서 온 한스 루터 제국총리를 태운 열차를 이 역에서 맞이했다. 1937년 9월 27일에는 나치 독일의 독재자 아돌프 히틀러가 베니토 무솔리니를 이 역에서 맞이했고 화려하게 장식된 동서간 도로를 따라서 국가수상부로 안내했다.
세계수도 게르마니아 계획에서 베를린 동서간 간선 건설의 일부로 대합실 건물을 철거하고 국가원수의 국빈 방문을 위한 신역사를 건설할 예정이었다. 테오도어 디르크스마이어(Theodor Dierksmeier)가 설계했으며 무솔리니역(Mussolini-Bahnhof)이라는 별명이 있었다. 높은 비용과 제2차 세계 대전의 진행으로 인하여 실제 실행에 옮겨지지는 않았다.
1936년 하계 올림픽을 대비하여 KdF슈타트에 임시역이 설치되었다. 현재의 메세 베를린 일대에 위치해 있었다. 올림픽 방문객에게 저렴한 숙박 및 식사를 공급하기 위한 목제 임시 건물이 설치되었다. 임시역사는 단선으로만 연결되어 있으며, 베스트크로이츠역 북쪽의 순환선 화물선에서 분기하여 메세 베를린 일대를 가로질렀다. 1928년 철도 시설 재배치 당시에 노선이 이미 설치되어 있었고 현재까지도 유지되어 있다.
1944년 7월 4일 저항운동가 아돌프 라이히바인(Adolf Reichwein)이 7·20 음모를 계획하기 위하여 독일 공산당 지도부를 만나러 가는 중 이 역에서 게슈타포에 체포되었다.
제2차 세계 대전 당시에 대합실이 파괴되었고 1958년부터 1959년까지 재건축되었다.
서베를린 S반 파업 이후 1980년 9월부터 운행이 중단되었다. 1984년 5월 25일에 행사용으로 임시로 역이 개방되었다. 1998년 1월 16일 노선 복구와 함께 역이 재개통되었고 현재의 형태로 재건축되었다.

## 인접 정차역
베를린 버스 M49, X34, X49, 218, 349번과 환승할 수 있다.
| 베를린 S반                     | 베를린 S반 | 베를린 S반              |
| ------------------------------ | ---------- | ----------------------- |
| 올림피아슈타디온 슈판다우 방면 | S3         | 메세 쥐트 에르크너 방면 |
| 올림피아슈타디온 슈판다우 방면 | S9         | 메세 쥐트 BER 공항 방면 |